# Marie Fredericka de Hesse-Kassel
Prințesa Marie Frederica Wilhelmina de Hesse-Kassel (6 septembrie 1804 – 1 ianuarie 1888) a fost fiica lui Wilhelm al II-lea, Elector de Hesse și a Prințesei Augusta a Prusiei. Prin căsătoria cu Bernhard al II-lea, Duce de Saxa-Meiningen ea a devenit ducesă consort de Saxa-Meiningen.

## Familie
Marie Frederica a fost unul dintre cei șase copii născuți ai lui Wilhelm al II-lea, Elector de Hesse și ai primei soții, Prințesa Augusta a Prusiei. Totuși singurul ei frate care a supraviețuit vârstei de cinci ani a fost Frederic Wilhelm, Elector de Hesse. În plus ea a avut opt frați vitregi din a doua căsătorie a tatălui ei cu Emilie Ortlöpp, contesă de Reichenbach-Lessonitz.
Bunicii paterni ai Mariei Frederica au fost Wilhelm I, Elector de Hesse și Wilhelmina Caroline a Danemarcei și Norvegiei. Bunicii materni au fost Frederic Wilhelm al II-lea al Prusiei și Frederika Louisa de Hesse-Darmstadt.

## Căsătorie
În tinerețea ei, Marie a fost considerată ca o posibilă mireasă pentru Oscar I al Suediei, însă el s-a căsătorit cu Josephine de Leuchtenberg.
La Kassel la 23 martie 1825, Marie Frederica s-a căsătorit cu Bernhard al II-lea, Duce de Saxa-Meiningen. El era fiul lui Georg I, Duce de Saxa-Meiningen și a Luise Eleonore de Hohenlohe-Langenburg. De asemenea, soțul ei era fratele mai mic al reginei Adelaide a Regatului Unit.
Marie Frederica și Bernhard au avut doi copii:
| Nume                                    | Naștere        | Deces             | Note |
| --------------------------------------- | -------------- | ----------------- | --- |
| Georg al II-lea, Duce de Saxa-Meiningen | 2 aprilie 1826 | 25 iunie 1914     | căsătorit (1) Prințesa Charlotte Frederica a Prusiei; au avut copii; (2) Prințesa Feodora de Hohenlohe-Langenburg; au avut copii (3) Ellen Franz; fără copii |
| Augusta Luise Adelaide Karoline Ida     | 6 august 1843  | 11 noiembrie 1919 | căsătorită cu Prințul Moritz de Saxa-Altenburg |

Fiul ei Georg a fost singurul copil timp de 17 ani înainte de nașterea fiicei ei Augusta în 1843. Marie Frederica a murit la 1 ianuarie 1888, la șase ani după soțul ei.